# Cetomimus gillii
Cetomimus gillii är en fiskart som beskrevs av Goode och Bean, 1895. Cetomimus gillii ingår i släktet Cetomimus och familjen Cetomimidae. Inga underarter finns listade i Catalogue of Life.